# Жорж Бокве
Жорж Бокве (фр. Georges Bokwé, нар. 14 липня 1989, Яунде, Камерун) — камерунський футболіст, воротар норвезького клубу «Оссіден».

## Клубна кар'єра
У дорослому футболі дебютував 2014 року виступами за команду клубу «Котон Спорт», в якій провів два сезони. 
До складу клубу «М'єндален» приєднався 2017 року. Відтоді встиг відіграти за команду з М'єндалена 13 матчів в національному чемпіонаті.

## Виступи за збірну
З 2017 року викликається до табору національної збірної Камеруну. Наразі не провів у формі головної команди жодного матчу.
У складі збірної був учасником Кубка африканських націй 2017 року у Габоні.

## Статистика виступів

### Статистика клубних виступів
| Сезон                | Клуб                 | Чемпіонат            | Чемпіонат | Чемпіонат | Національний кубок | Національний кубок | Національний кубок | Континентальні кубки | Континентальні кубки | Континентальні кубки | Supercoppe | Supercoppe | Supercoppe | Усього | Усього |
| Сезон                | Клуб                 | Ліга                 | Ігор      | Голів     | Ліга               | Ігор               | Голів              | Ліга                 | Ігор                 | Голів                | Ліга       | Ігор       | Голів      | Ігор   | Голів  |
| -------------------- | -------------------- | -------------------- | --------- | --------- | ------------------ | ------------------ | ------------------ | -------------------- | -------------------- | -------------------- | ---------- | ---------- | ---------- | ------ | ------ |
| 2014                 | «Котон Спорт»        | E1                   | ?         | -?        | КК                 | ?                  | -?                 | -                    | -                    | -                    | -          | -          | -          | ?      | -?     |
| 2015                 | «Котон Спорт»        | E1                   | ?         | -?        | КК                 | ?                  | -?                 | ЛЧ                   | 2                    | -2                   | -          | -          | -          | ?      | -?     |
| 2016                 | «Котон Спорт»        | E1                   | ?         | -?        | КК                 | ?                  | -?                 | ЛЧ                   | 2                    | -2                   | -          | -          | -          | ?      | -?     |
| Усього «Котон Спорт» | Усього «Котон Спорт» | Усього «Котон Спорт» | ?         | -?        |                    | ?                  | -?                 |                      | 4                    | -4                   |            | -          | -          | ?      | -?     |
| 2017                 | «Мйондален»          | 1Д                   | 0         | -0        | КН                 | 0                  | -0                 | -                    | -                    | -                    | -          | -          | -          | 0      | -0     |
| Усього               | Усього               | Усього               | ?         | -?        |                    | ?                  | -?                 |                      | 4                    | -4                   |            | -          | -          | ?      | -?     |

## Титули і досягнення
- Володар Кубка африканських націй (1): 2017